# Joseph Vallot
Pour les articles homonymes, voir Vallot.
Joseph Vallot, né Henry Marie Joseph Vallot, le 16 février 1854 à Lodève (Hérault) et mort le 11 avril 1925 à Nice, est un géographe, naturaliste, alpiniste et mécène français. Il est souvent présenté comme astronome alors qu'il ne l'était pas.
Issu d'une famille fortunée, il ne connaît jamais de problème financier et sa fortune lui permet de payer la plus grande partie de la construction de son observatoire. Longtemps déconsidéré par les scientifiques universitaires de salon qui le perçoivent comme un homme riche se distrayant avec la science, ses travaux  exercés dans divers domaines : botanique, glaciologie, construction, géologie, photographie, médecine, physiologie, cartographie, alpinisme, météorologie, spéléologie, sont plus tard reconnus comme présentant un intérêt scientifique majeur.

## Biographie

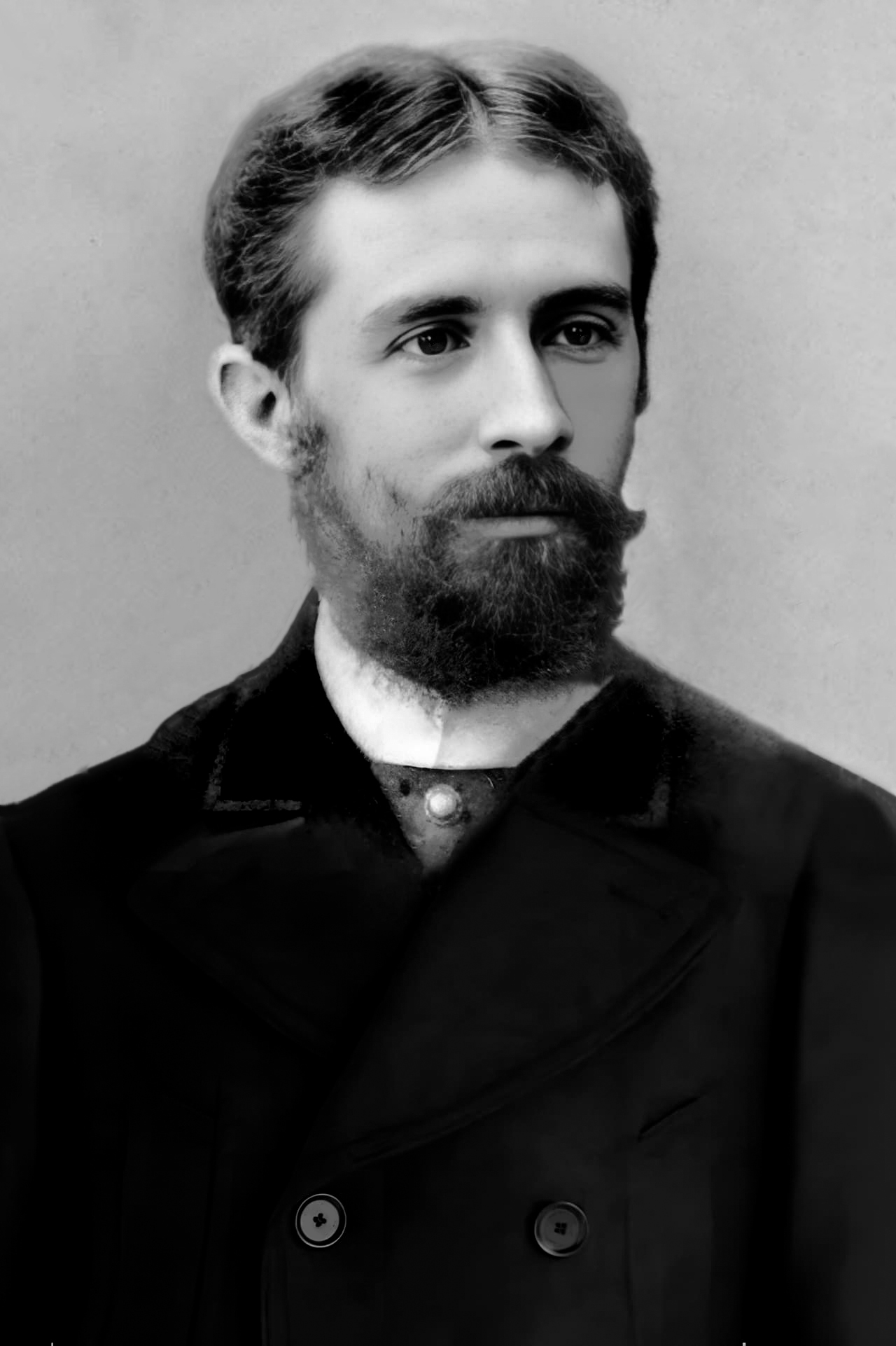
Joseph Vallot photographié par le cinéaste Eugène Pirou.

Grand savant mécène de la science, Joseph Vallot naît à Lodève (Hérault) le 16 février 1854 au château de Saint-Martin, ancienne propriété de Jean-Félix-Henri de Fumel, dernier évêque de la ville. Son père, Émile Vallot, ingénieur, et sa mère Marie-Léontine Puech, fille d'un riche industriel lodévois, appartiennent à la riche bourgeoisie locale. Son père hérite d'un parent du nom de Toulouse qui, au XVIIIe siècle, conçoit et brevette le cerclage en fer des véhicules dont le succès est retentissant. Dès sa jeunesse, le goût des sciences passionne Vallot après ses études au lycée Charlemagne, à Paris.
Longtemps, on ne prend pas au sérieux ce jeune bourgeois arrivant en calèche pour suivre les cours de la Sorbonne et fréquenter les laboratoires de recherches des Hautes-Études, du Muséum national d'histoire naturelle et de l'École normale supérieure (Paris).
Il commence par se livrer à la botanique et constitue une des plus importantes bibliothèques de la flore, y alliant la flore du pavé de Paris. La géologie et la physique le passionnent à leur tour et il commence à attirer l'attention avec ses découvertes de grottes et lacs souterrains et des traces de l'existence de l'homme préhistorique dans l'Hérault, notamment dans la région du Lodévois, sur le causse du Larzac et de Saint-Pons, parfois en compagnie d'Édouard-Alfred Martel, président de la Société de géographie de Paris, père de la spéléologie en alliant aventures et explorations aux sciences, comme la géologie, la minéralogie, la physique, l'archéologie, la paléontologie,...
Il est nommé vice-président de la société botanique de France.
Il se découvre un intérêt pour le mont Blanc en 1875 lorsqu’il se rend à un congrès de géologie qui se tient à Chamonix. Admiratif de la montagne, il déclare : « Je passerai trois jours et trois nuits au sommet du mont Blanc sous un auvent pour prouver que l'on peut y vivre », ce qui, à l'époque, était impensable. Malgré les quelques observations scientifiques menées par le naturaliste genevois Horace-Bénédict de Saussure, tout reste encore à découvrir sur la vie en altitude, le mouvement des glaciers, et de nombreuses autres questions. Vallot réalise sa première ascension en 1881 et rapidement décide de faire construire un observatoire-laboratoire où il pourra se livrer à de nombreuses expériences scientifiques, à une époque où les médecins estimaient comme très dangereux pour la santé de s’endormir à une si haute altitude, certains prédisant même la mort,.
En 1887, pour prouver qu’il est possible de vivre, dormir, manger et travailler à une si haute altitude, Vallot et ses guides passent trois jours et trois nuits sous une tente au sommet du mont Blanc. À leur descente, ils reçoivent un accueil triomphal. Cette même année, Joseph Vallot effectue cinq fois l’ascension. Les trois années suivantes, il continue ses observations tout en négociant, avec la municipalité de Chamonix et la compagnie des guides, les conditions de la construction d’un refuge-laboratoire sur le site du rocher des Bosses situé à seulement 450 mètres en dessous du sommet. Il obtient 800 francs de la municipalité et 200 francs des guides et investit 5 500 francs.

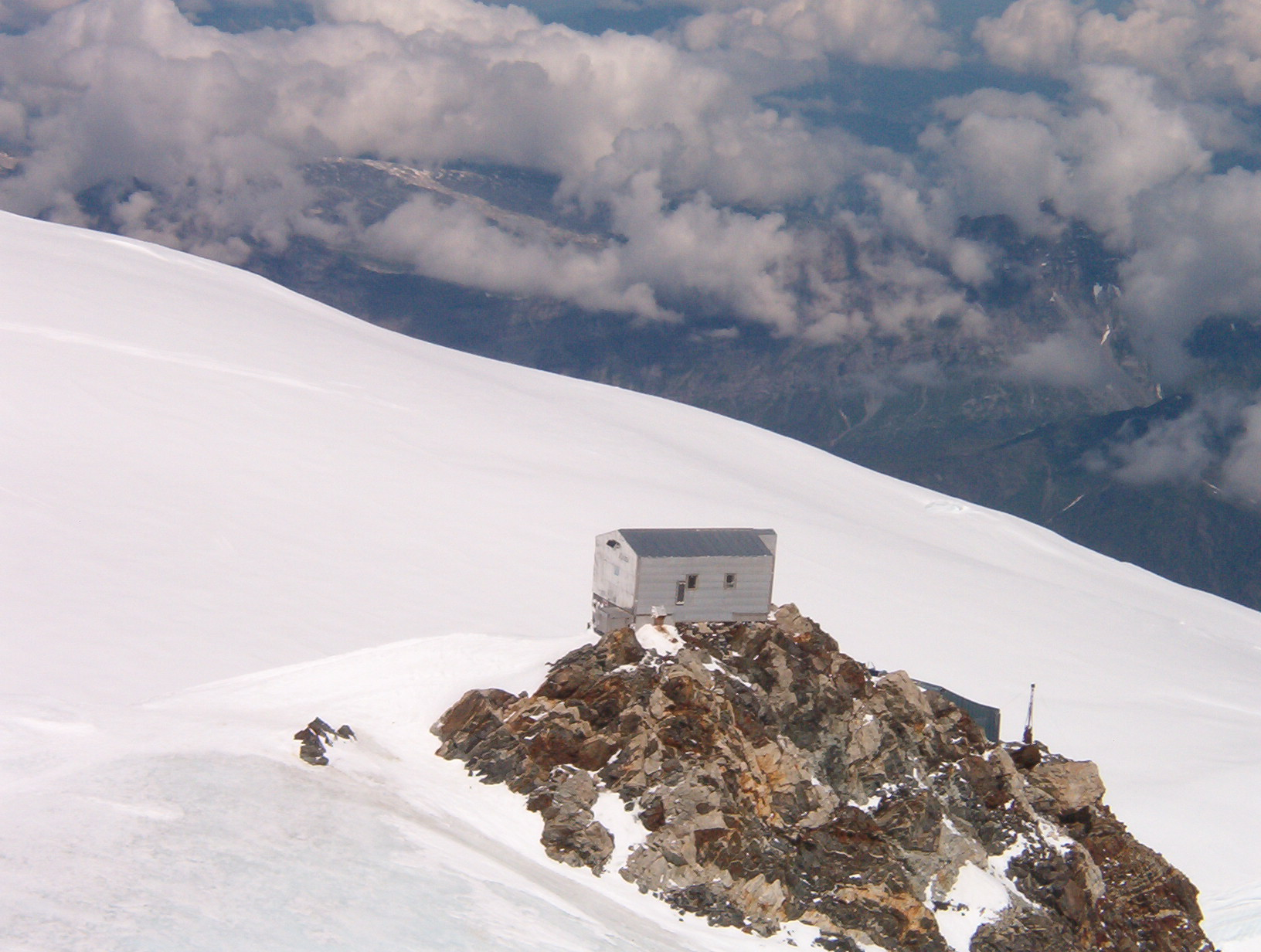
Le refuge Vallot.

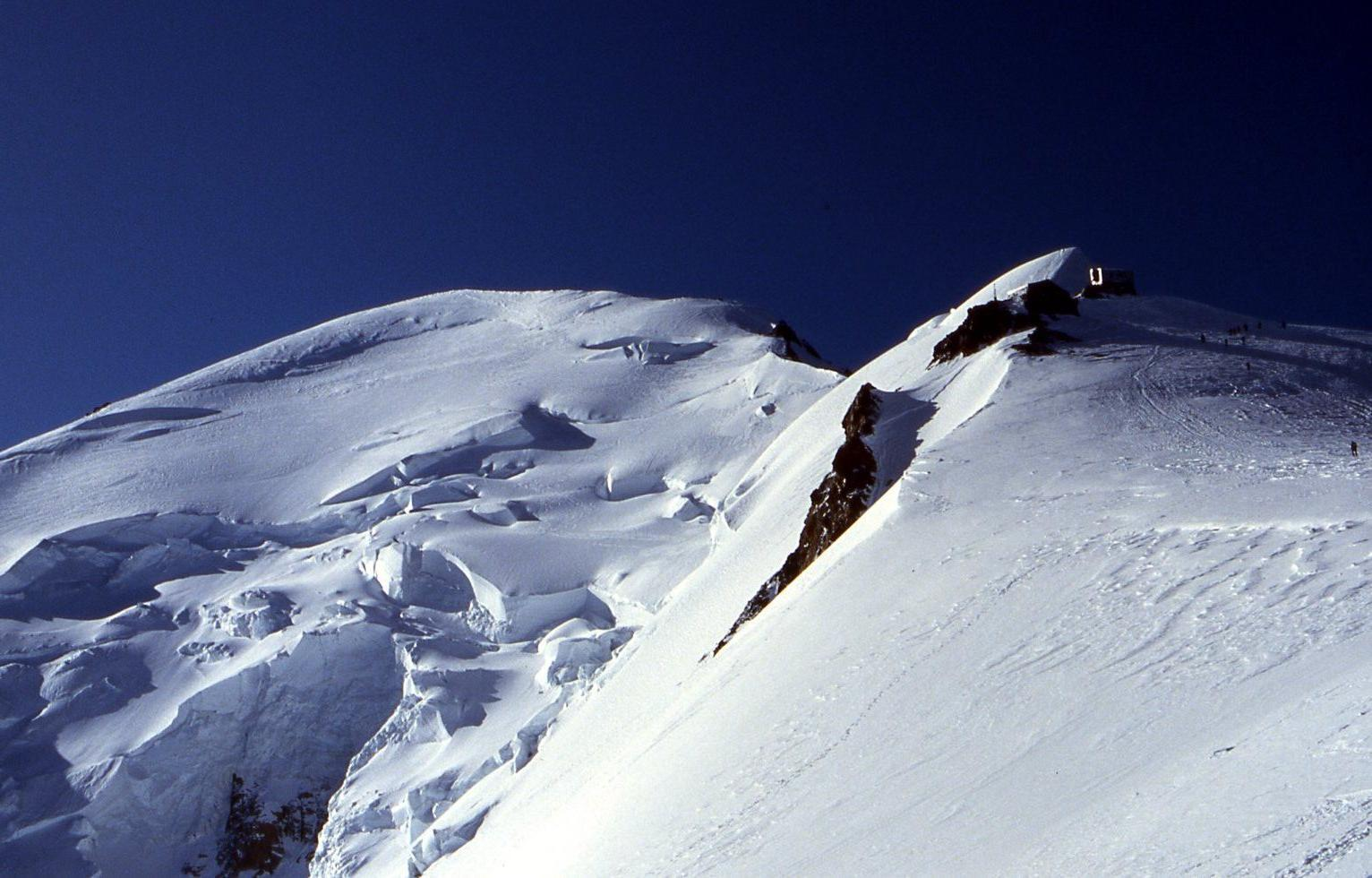
Le refuge Vallot et la crête sommitale du mont Blanc.

En 1890, 110 guides et porteurs montent en huit jours sur leur dos (15 à 30 kg chacun) les matériaux nécessaires à la construction d’une cabane de 5 mètres sur 3 avec deux pièces, la première servant de refuge et la deuxième de laboratoire. Ce premier observatoire est réalisé à une altitude de 4 362 m et achevé fin août 1890. Le refuge Vallot, réservé aux guides et aux ascensionnistes, est construit en 1892 un peu plus loin à 4 365 m. Au XXIe siècle, ce refuge n’accueille plus les alpinistes. Il appartient au Centre national de recherche scientifique (CNRS) et reste utilisé par des scientifiques qui étudient la physiologie en altitude (étude des comportements). C’est une petite maison, comprenant tout ce qui est nécessaire pour passer une nuit. On peut également y découvrir le matériel de météorologie de Joseph Vallot. Une annexe métallique est en revanche accessible en permanence et permet aux alpinistes de se reposer ou de se réfugier par mauvais temps.
En 1891, la communauté des scientifiques mandate un des leurs, Jules Janssen (1824-1907), pour construire un « observatoire de l’État » au sommet même du mont Blanc. Janssen a largement dépassé les soixante ans et boite, c’est donc sur un traîneau tiré par une douzaine de guides qu’il atteint le sommet. L’équipe est accueillie à l’observatoire Vallot. Vallot, qui connaît bien la montagne, estime que l'observatoire Janssen s'enfoncera dans la neige et disparaîtra à moyen terme. Après la mort de Janssen en 1907, l'observatoire s'abîme rapidement et, démonté en 1910 ses planches, seront utilisées pour chauffer le refuge Vallot.
Le refuge Vallot est, quant à lui, agrandi au cours des années 1891 et 1892. En 1898, un observatoire est construit sur une surface de 60 m2 comprenant huit pièces. Ce bâtiment prend en compte l'expérience acquise sur les deux premiers bâtiments pour améliorer le confort de Joseph Vallot et celui de ses invités, avec une double paroi de bois pour les murs, quatre paratonnerres, le corps du bâtiment entièrement revêtu de feuilles de cuivre pour assurer une étanchéité et un bon échauffement intérieur lorsque le soleil brille. Il y fait aussi installer un salon chinois meublé d'un canapé incrusté de nacre, de tapis brodés, de meubles laqués et de bibelots précieux.

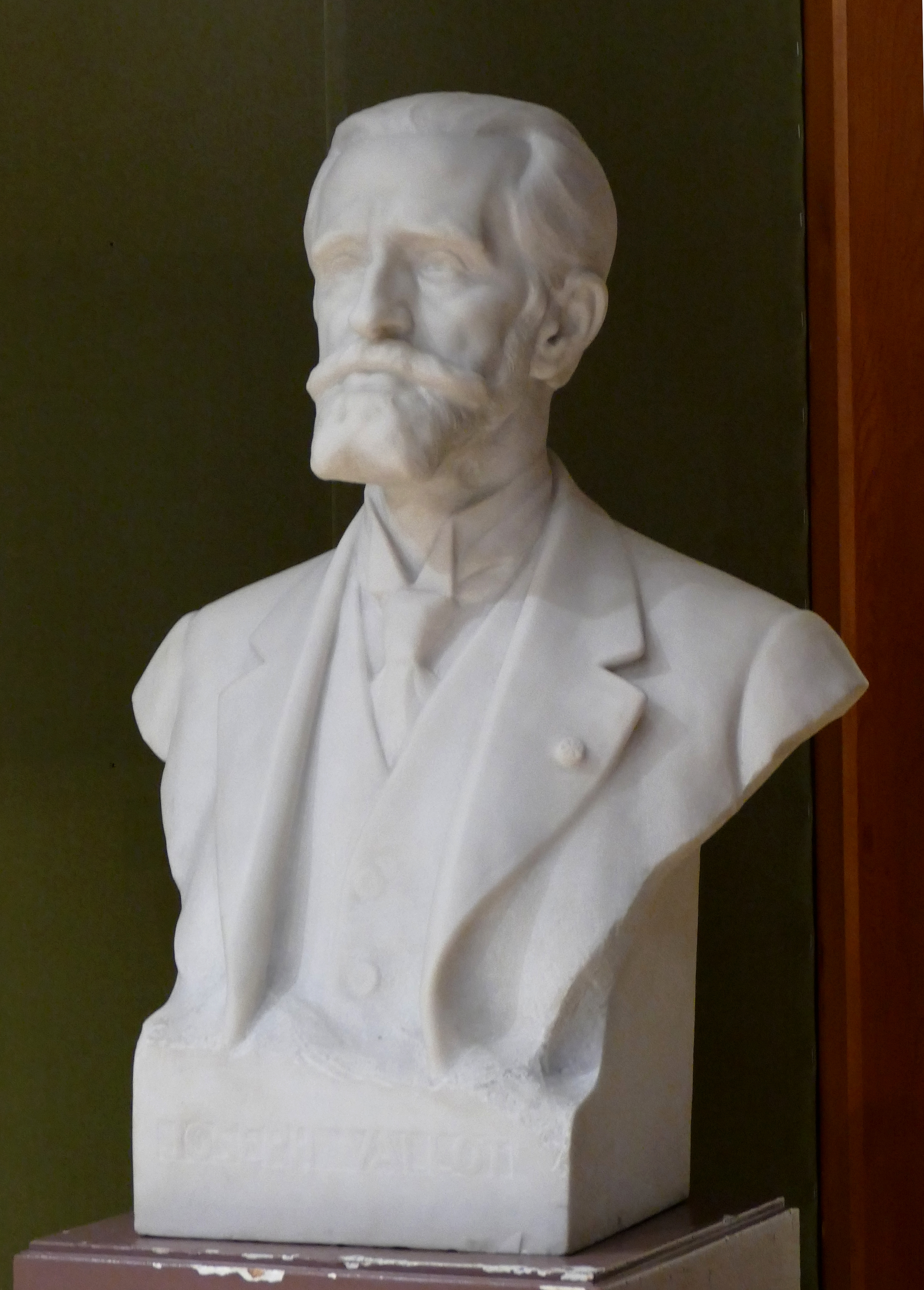
Buste en marbre par Henri Coutheillas, Musée alpin (Chamonix).

Joseph Vallot a aussi travaillé sur un projet de train qui devait amener les touristes sur le sommet du mont Blanc et sur le premier projet de téléférique de l'Aiguille du Midi dont la première section Les Pélerins - La Para est inaugurée en 1924, constituant le premier téléphérique de France. Une seconde section jusqu'aux glaciers est achevée après sa mort en 1927 et une troisième jusqu'au col du Midi, entamée dans les années 1930, reste à l'état de ligne de service.
Mordu de photographie, il a ramené de très nombreux clichés remarquables de ses expéditions en montagne. Le musée alpin de Chamonix conserve de nombreux documents le concernant et a reconstitué le salon chinois de son observatoire.
Joseph Vallot va aussi aider son cousin, l’ingénieur Henri Vallot, à réaliser, à partir de 1892, la carte au 1/20 000e du massif du Mont-Blanc et ceci sans bénéficier des moyens modernes (hélicoptères, avions et satellites). Ce travail est achevé après sa mort par son petit cousin Charles Vallot qui lancera la collection des guides Vallot pour les alpinistes. Henri Vallot a encouragé la vocation de Paul Helbronner qui réalisera la triangulation de l’intégralité des Alpes françaises et de la Corse.
Joseph Vallot reçoit un hommage à l'Exposition universelle de 1900 et, en 1909, la présidence du Club alpin français. Pour sauver l'œuvre de sa vie, le refuge Vallot, il sacrifie sa santé. Atteint d'un rhumatisme oculaire, il reste quatre années sans pouvoir remonter sur le mont Blanc, et souffre jusqu'à la fin de sa vie de migraines quotidiennes. En 1920, c'est un homme usé qui, à 66 ans, entreprend sa 34e ascension du mont Blanc, qu'il sait être sa dernière.
D'une maigreur ascétique, il se défend mal contre le froid. Le séjour le mine. Sur le livre d'or du refuge des Grands Mulets, il laisse ces lignes tristes et lucides, que la revue La Montagne reproduit peu après, et qui sonnent comme un testament : « Je redescends du mont Blanc, où j'étais monté pour la 34e fois. Séjour de dix jours à l'observatoire. Longues séries d'expériences résolvant des problèmes scientifiques de grande importance. Mais mes forces m'ont trahi. La montée a été épuisante. J'ai fini par devenir malade et la descente a été un calvaire. [...] Tout a une fin en ce monde, le courage ne peut remplacer les forces perdues. J'ai 66 ans. L'ère de mes ascensions scientifiques est close, définitivement. Je dis adieu au mont Blanc, auquel j'ai consacré mon existence. L'observatoire est toujours là et les expéditions continueront avec les plus jeunes, c'est ma consolation ! » Arrivé à Chamonix, il doit se mettre au lit, grelottant de fièvre, victime d'une grave inflammation au poumon, dont il ne se remet jamais.

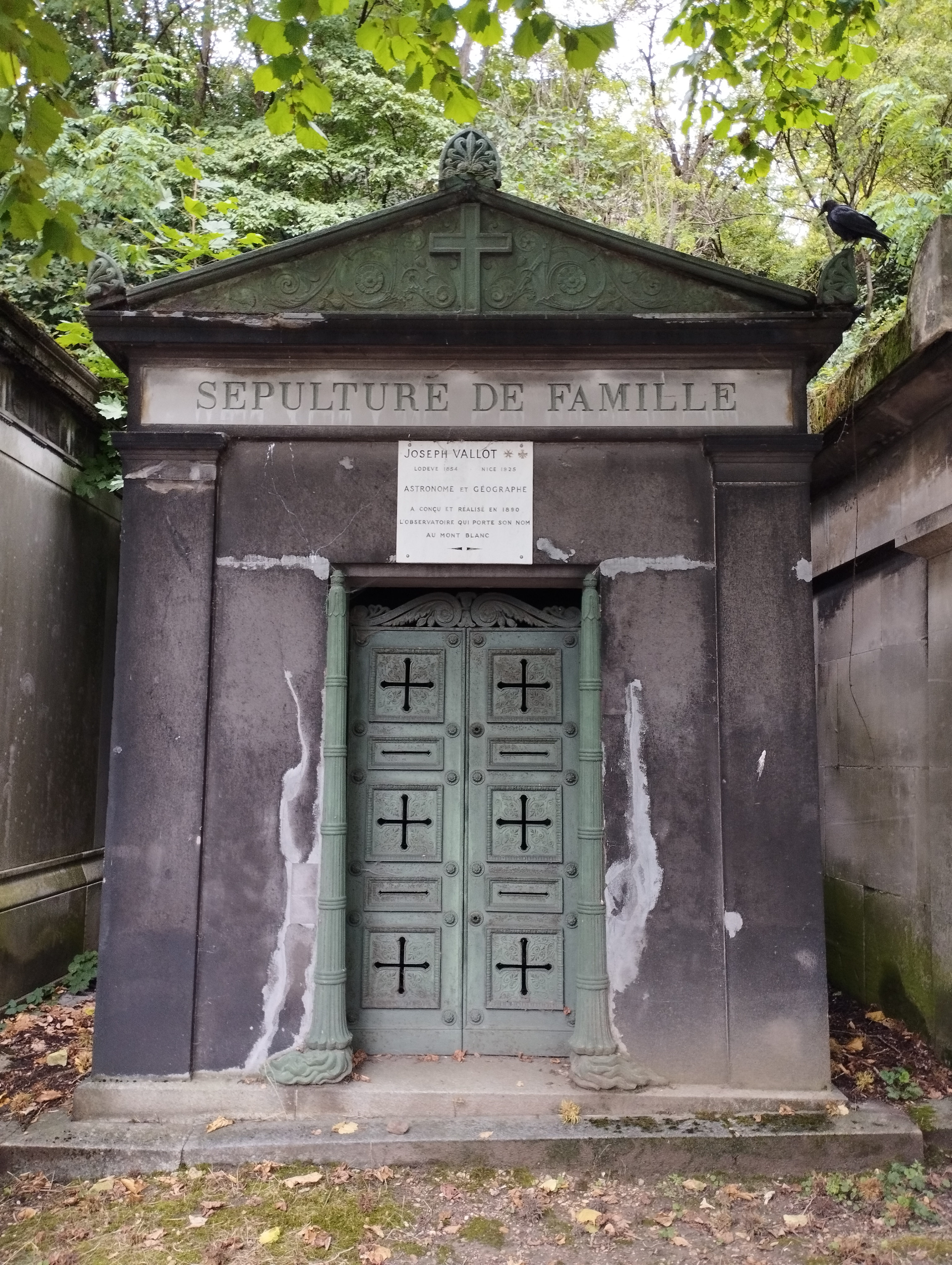
Tombe de Joseph Vallot au cimetière du Père-Lachaise (division 37).

Joseph Vallot meurt le 11 avril 1925 à Nice, à l'âge de 71 ans. Il est inhumé au cimetière du Père-Lachaise (division 37).
Le lycée de sa ville de naissance, Lodève, porte le nom de Joseph Vallot (délibération du conseil municipal du 22 mars 1962, régulé par arrêté interministériel (ministères de l'Intérieur et de l'Éducation nationale) du 25 juin 1964,. La ville de Nice a également donné son nom à l'avenue qui mène à l'université scientifique.
Le site de le Bibliothèque nationale de France comptabilise plus d'une cinquantaine de publications scientifiques de Joseph Vallot.

## Décorations et reconnaissances
- Officier académique en 1891
- Chevalier de l'Ordre des Saints-Maurice-et-Lazare.
- Officier de l'Ordre du Médjidié
- Chevalier de la Légion d'honneur en 1896.

En 1998-1999, le musée alpin de Chamonix tient l'exposition « Joseph, Henri, Charles et les autres... Les Vallot à Chamonix ».

## Vie privée
Il se marie avec la spéléologue Gabrielle Vallot le 14 avril 1879. Ils divorcent le 3 août 1912.
Leur fille, Madeleine Vallot, détint à son époque le record des ascensions du mont Blanc. En novembre 1900, Madeleine Vallot épouse Paul-Franz Namur, peintre et portraitiste qui illustre plusieurs fois des couvertures de revues et de magazines, notamment Femina ou Les Annales.

## Publications
- Joseph Vallot, Classification iconographique générale établie pour le service de classement du Musée des photographies documentaires, 1895 [lire en ligne]
- Joseph Vallot, La photographie des montagnes, à l'usage des alpinistes, 1899 [lire en ligne]